# Ковтюх, Епифан Иович
Епифа́н Ио́вич Ковтю́х (9 [21] мая 1890, Висунск, Херсонская губерния — 29 июля 1938, Коммунарка) — советский военачальник, участник Гражданской войны. Комкор (1935). Репрессирован в годы сталинских репрессий в РККА; реабилитирован.

## Биография

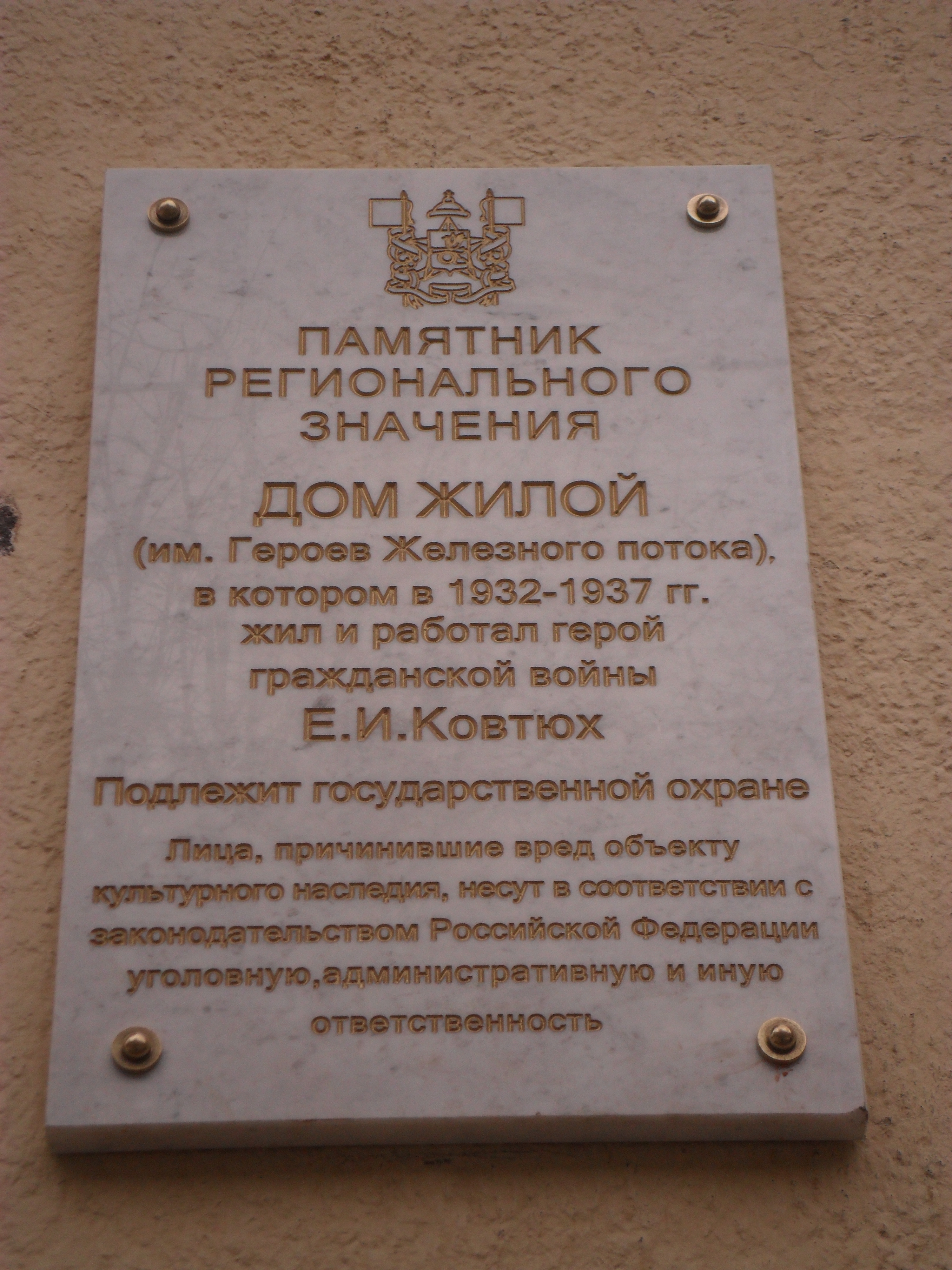
Мемориальная доска Ковтюху на Коммунистической улице в Смоленске (новая)

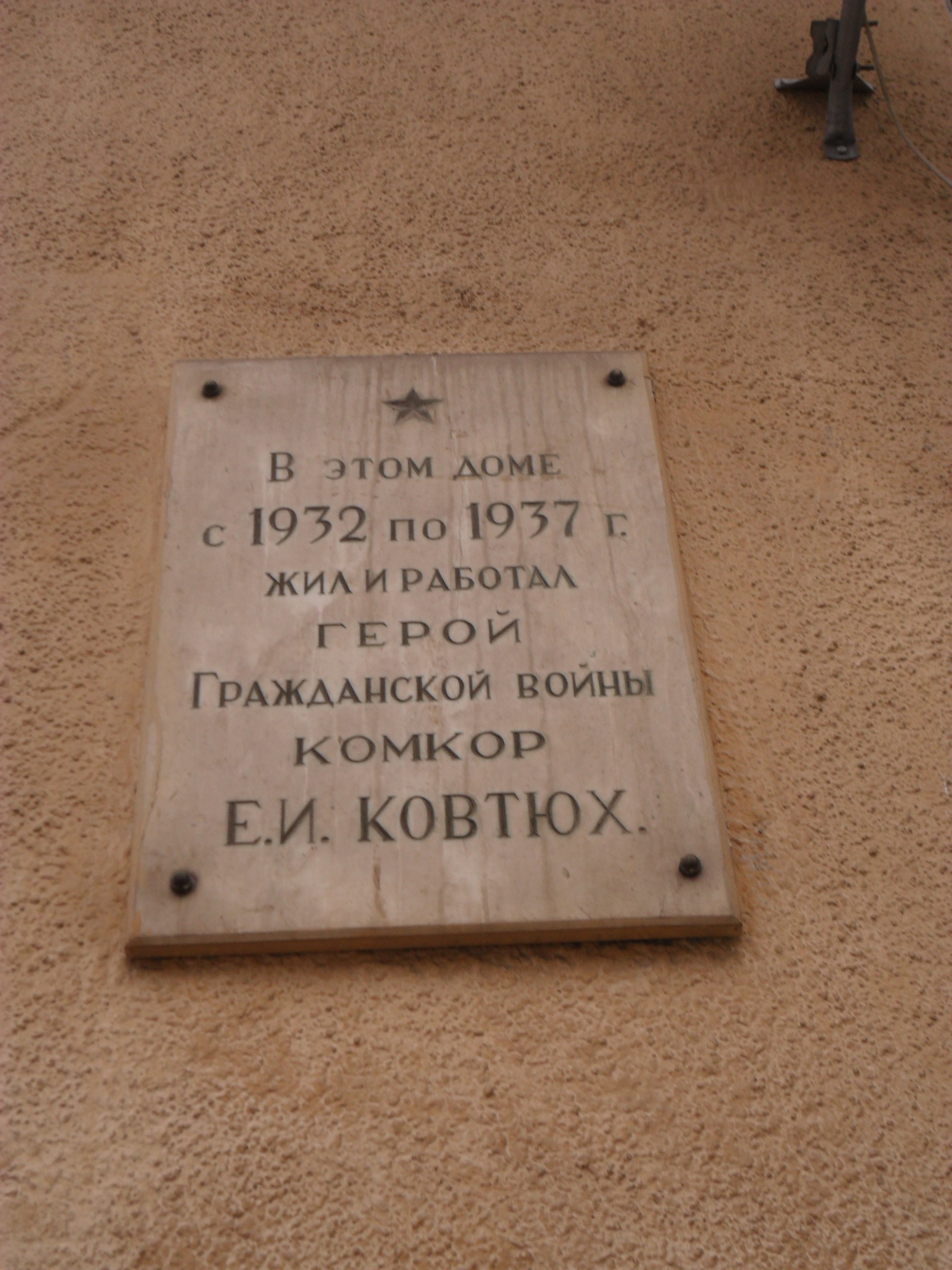
Мемориальная доска Ковтюху на Коммунистической улице в Смоленске (старая)

Родился в крестьянской семье (по другим данным — из мещан, сын священника), имел братьев. Вскоре семья переселилась на Кубань в станицу Полтавскую. Из-за бедности семьи не смог окончить даже церковно-приходской школы, работал на кирпичном и кожевенном заводах.
В конце 1911 года был призван на действительную военную службу в Русскую императорскую армию. Службу проходил в Закавказье (г. Ахалкалак), в 78-м пехотном Навагинском полку. Обучался в полковой учебной команде, произведён в унтер-офицеры. В июле 1914 — взводный унтер-офицер 6-й роты полка.
Участник Первой мировой войны. 
Воевал на Кавказском фронте в составе 15-го Кавказского стрелкового полка 4-й Кавказской стрелковой дивизии, куда был переведён в начале войны. В звании старшего унтер-офицера командовал взводом пулемётной команды полка. В феврале 1916, выдержав при Карсском высшем начальном училище «испытание по наукам», командирован на учёбу в 3-ю Тифлисскую школу подготовки прапорщиков пехоты, по окончании которой, 1-го июня 1916 года, произведён в прапорщики; младший офицер (затем — начальник) пулемётной команды полка, командующий ротой. В боях был ранен. За боевые отличия награждён двумя Георгиевскими крестами и Аннинским оружием.
После Февральской революции 1917 года избирался в состав полкового офицерско-солдатского комитета, после Октябрьской революции, с 1 декабря 1917, — исполняющий должность командира батальона. В марте 1918 года уволен с армии по демобилизации. Последний чин в «старой» русской армии — штабс-капитан.
Участник Гражданской войны. 
 В 1918 году командовал красногвардейской ротой (станица Полтавская) и был заместителем командира (Рогачёв Д. Д.) красногвардейского отряда (штаб — станица Старовеличковская) на Кубани, участвовал в боях с белогвардейцами на Северном Кавказе. Вскоре его избрали помощником командира 1-го Северо-Черноморско-Кубанского полка.
В июле-августе 1918 года руководил группой войск при обороне Екатеринодара. 13 августа избран командующим 1-й левой колонной войск в районе станицы Гривенская на Таманском полуострове. После взятия Екатеринодара Добровольческой армией советские войска на Таманском полуострове оказались отрезаны от Красной Армии Северного Кавказа, отброшенной в районе Армавира и Ставрополя. Над ними нависла угроза гибели. Положение осложнялось наличием при отрядах тысяч членов семей красноармейцев, спасающихся от расправы белых. В этих условиях на совещании красных командиров на станции Тоннельная был принят план Ковтюха: прорыв по побережью Чёрного моря через Новороссийск, Туапсе и оттуда через горные перевалы и станицу Белореченскую на Армавир. 26 августа армия выступила в поход, 27 августа во взятом красными Геленджике было принято решение объединить все отряды в Таманскую армию, при этом Ковтюх был выбран командующим 1-й (передовой) колонной и заместителем командующего Таманской армией И. И. Матвеева. В ходе похода Таманской армии колонна Ковтюха сбила несколько заслонов грузинских войск генерала Г. И. Мазниева и с боем взяла Туапсе, а затем у Белореченской выдержала многодневные бои с белыми войсками генерала В. Л. Покровского и вынудила их очистить дорогу Таманской армии. 18 сентября колонна Ковтюха овладела станицей Дондуковская, где узнала, что Красная армия Северного Кавказа уже выбита А. И. Деникиным из Армавира. После серии боёв колонна Ковтюха ночным штурмом овладела Армавиром 26 сентября и соединилась с красными войсками. За время похода Ковтюх, кроме личной храбрости и проявленного хладнокровия в самых трудных условиях, сумел завоевать большой личный авторитет в войсках, активно боролся с «батьковщиной» и партизанщиной, совместно с командующим армией И. Матвеевым сумел превратить её в короткий срок в дисциплинированное соединение. Этот поход был описан в получившем огромную известность в СССР романе А. С. Серафимовича «Железный поток», где Ковтюх был выведен под фамилией Кожуха и так вышел в число наиболее известных героев Гражданской войны, наравне с, например, В. И. Чапаевым, Г. И. Котовским и другими.
После внезапного расстрела по приказу И. Л. Сорокина командующего армией Ивана Матвеева, в октябре — командующий Таманской армией. Но уже в конце октября, заболев тифом, был эвакуирован в Пятигорск. Там принял участие в формировании 50-й Таманской стрелковой дивизии (ядро дивизии составили бывшие командиры и красноармейцы Таманской армии), В ноябре 1919 — марте 1920 года — начальник этой дивизии, одновременно в ноябре 1919 — начале января 1920 — начальник Царёвской группы войск 11-й армии и в январе 1920 — командующий Сводным конным корпусом (7-я кавалерийская дивизия и Таманская кавалерийская бригада). Участвовал в боях под Царицыном, Тихорецкой, Туапсе, Сочи в ходе Северо-Кавказской операции.
В августе-сентябре 1920 года — начальник гарнизона Екатеринодара, командующий экспедиционным десантным отрядом, действующим против Улагаевского десанта. Затем его направили учиться в академию.
В числе делегатов X съезда РКП(б) участвовал в подавлении Кронштадтского мятежа.
В 1922 году окончил Военную академию РККА, а в 1928 году — курсы усовершенствования комсостава.
С августа 1923 года — командир 22-й Краснодарской стрелковой дивизии. С мая 1926 года — командир 9-го стрелкового корпуса, с июня 1929 года — 19-го стрелкового корпуса. В 1930 году окончил курсы командиров-единоначальников при Военно-политической академии имени Н. Г. Толмачёва. С января 1930 года — командир и военный комиссар 11-го стрелкового корпуса.
С июня 1936 года — армейский инспектор Белорусского военного округа. На больших манёврах войск Белорусского военного округа 1936 года командовал всей армией «восточных».
Член ВКП(б) с 1918 года. Член ВЦИК. Член Центрального совета Осоавиахима.
Написал книгу-воспоминание о гражданской войне «Железный поток» в военном изложении, в которой простым языком изложил боевую деятельность красных Таманских частей: 500-километровый переход на соединение с Красной армией в 1918 г., бои зимой 1919—1920 гг. под Царицыном и в районе станицы Тихорецкой, участие в операции в тылу десантных войск Улагая в августе 1920 года.
В годы Большого террора незаконно репрессирован. 10 августа 1937 года был арестован по обвинению в участии в военном заговоре. Один из немногих военачальников, выдержавших избиения и пытки, но не оговоривший ни себя, ни других.
29 июля 1938 года Военной коллегией Верховного Суда СССР был приговорён к высшей мере наказания — расстрелу. На суде также не признал вину. Приговор приведён в исполнение в тот же день.
Посмертно реабилитирован Определением Военной коллегии от 22 февраля 1956 года.

## Семья
Жена — Агафья Андреевна Ковтюх была осуждена как член семьи изменника Родины на восемь лет лагерей, наказание отбывала в Темлаге. Сын Валентин (1921 г.р.) был осужден на пять лет лагерей, после отбытия наказания был приговорён к десяти годам ссылки в Карагандинской области. Сын Борис (1925 г.р.) был отправлен в детский дом.

## Сочинения
Ковтюх Е. И. — автор ряда публикаций о Гражданской войне:
- Ковтюх Е. И. От Кубани до Волги и обратно. — Москва: Госвоениздат, 1926.;
- Ковтюх Е. И. «Железный поток» в военном изложении. 3-е изд.. — М., 1935.;
- Ковтюх Е. И. Походы Таманской армии // Гражданская война. Материалы по истории Красной Армии. Т. 1.. — М., 1923.;
- Ковтюх Е. И. Таманцы. — М., 1936.; Текст книги переиздан в Военно-историческом журнале в 1963 году (№ 11), затем Краснодар: Книжное издательство, 1984.
- Ковтюх Е. И. Гражданская война на Кубани. // Текст переиздан Военно-исторический журнал. — 1964. — № 2. — С.82-93.

## Награды
Российской империи:
- Юбилейная медаль «В память 100-летия Отечественной войны 1812 года» (1912)[3]
- Юбилейная медаль «В память 300-летия царствования дома Романовых» (1913)[3]
- Георгиевский крест 4-й степени № 363400, —

 «за то, что 24 июля 1915 г. на хребте Мизрах-Даг своим взводом открыл сильный огонь по противнику и тем помог 16-й роте взять гору атакой».
- Георгиевский крест 3-й степени[источник не указан 1649 дней]
- Орден Святой Анны 4-й степени с надписью «За храбрость» (Аннинское оружие)[источник не указан 1649 дней]

РСФСР/СССР:
- Орден Красного Знамени РСФСР — за бои зимой 1919—1920 гг. при освобождении Царицына и станицы Тихорецкой (награждён 22.02.1921)[14]
- Второй орден Красного Знамени РСФСР — за бои в августе-сентябре 1920 года при ликвидации Улагаевского десанта (награждён 22.03.1922)[14]
- Третий орден Красного Знамени (СССР) — за бои в 1918 году при освобождении Армавира (награждён 07.06.1926)

## Память
- Ковтюх Е. И. стал прообразом главного героя широко известной в СССР повести А. Серафимовича (и одноимённого фильма) «Железный поток» — «красного» командира Кожуха. Ковтюху посвящён также рассказ Дмитрия Фурманова.
- Именем Е. И. Ковтюха названы улицы в городах Донецк, Краматорск, Краснодар, Смоленск, Славянск-на-Кубани, Армавир, в станице Полтавская, в селе Висунск.
- Имя «Епифан Ковтюх» носил один из танкеров Новороссийского морского пароходства.
- В Смоленске военачальнику Ковтюху установлена памятная доска.
- В сентябре 1989 года в СССР был выпущен почтовый конверт в честь Е. И. Ковтюха.
- В станице Полтавской построен кинотеатр имени Ковтюха.